# Stiv Bators
Stiv Bators (rodným jménem Steven John Bator; 22. října 1949, Youngstown, Ohio, USA – 4. června 1990, Paříž, Francie) byl americký punk rockový zpěvák z Youngstownu v Ohiu. Je známý především svými kapelami The Dead Boys a The Lords of the New Church.

## Hudební a filmová kariéra
Během své kariéry Bators spolupracoval s mnoha kapelami a hudebníky, včetně Hormones, Dennise Comeau a Andre Sivy, Frankenstein, The Wanderers a The Whores of Babylon (s Dee Dee Ramonem a Johnnym Thundersem). Také nahrával jako sólový umělec pro vydavatelství Bomp! Records. Nicméně průkopníkem punk rockového soundu, vzhledu a přístupu se Bators stal až jako hlavní zpěvák clevelandské kapely The Dead Boys. Ta se rychle stala populární v CBGB, hudebním klubu v East Village v Manhattanu. The Dead Boys se objevili ve filmech Punking Out (1978), Live at CBGB's (1977) a Crash 'n' Burn (1977).
Po rozpadu The Dead Boys v roce 1979 začal spolupracovat s vydavatelstvím Bomp! Records a jeho předsedou Gregem Shawem. Podle Shawa: „To, po čem nejvíce toužil, bylo uniknout z pout image The Dead Boys a získat si respekt jako zpěvák současného pop rocku... jinými slovy, chtěl být přemýšlejícím punkovým Ericem Carmenem.“ Nakonec spolu s prvními punk rockovými veterány nahrál několik singlů, z nichž mnoho zůstalo nevydaných, a v roce 1980 LP Disconnected. V roce 1994 vyšlo retrospektivní album L.A. L.A., které dokumentuje Batorsovy úspěchy v roli punk rockového zpěváka.
Po rozpadu Sham 69 založil Bators, který nyní pobýval v Londýně, spolu s Davem Tregunnou, bývalým baskytaristou Sham 69, kapelu The Wanderers. Vydali jedno konceptuální album Only Lovers Left Alive (květen 1981) a dva singly. Na konci roku 1981 Bators s Brianem Jamesem z The Damned a Davem Tregunnou založili The Lords of the New Church. Ti se stali známí hlavně díky živým vystoupením. Jako fanoušek Iggyho Popa si Bators s The Dead Boys vydobil pověst neohroženosti a s podobnými kousky pokračoval i s The Lords of the New Church. Například se údajně během koncertu oběsil, což se mu vymklo z rukou a na několik minut byl prohlášen klinicky mrtvým. Nicméně přežil a The Lords of the New Church vydali dvě úspěšnější alba.
V roce 1981 se mu dostalo další publicity díky účinkování ve filmu Polyester režiséra Johna Waterse. O sedm let později ztvárnil nezapomenutelné cameo Dicka Slammera, hlavního zpěváka The Blender Children, v netradiční komedii Tapeheads, v níž hlavní role ztvárnili John Cusack a Tim Robbins.
V prosinci 1985 Bators se svým nejlepším přítelem Michaelem Monroem letěli do New Yorku, aby se podíleli na hudebním klipu pro Artists United Against Apartheid. The Lords of the New Church se rozpadli v roce 1989, když si Bators poranil záda a kytarista Brian James začal tajně shánět nového zpěváka.

## Smrt
4. června 1990 Batorse v Paříži srazilo taxi. Byl převezen do nemocnice, ale údajně po hodinách čekání usoudil, že není zraněný, a bez ošetření odešel pryč. Zprávy naznačují, že zemřel ve spánku důsledkem otřesu mozku. Dave Tregunna prohlásil, že Bators jako fanoušek rockové legendy Jima Morrisona žádal, aby byl jeho prach rozprášen na Morrisonův hrob v Paříži, což splnila jeho přítelkyně.
V komentáři Johna Waterse k filmu Polyester (ve kterém Bators hrál) Waters prohlásil, že Batorsova pařížská přítelkyně Caroline se mu pár let poté přiznala, že šňupala část Stivova prachu, aby mu byla blíže.